# Megyei jogú város (USA)
Az Amerikai Egyesült Államokban azokat a városokat nevezik megyei jogú városnak, amelyek nem tartoznak egy megye fennhatósága alá sem. Az országban mindössze 41 megyei jogú város van (összehasonlításképpen az államok száma ötven, a megyéké több mint háromezer), és ezek közül 38 Virginiában található, ahol az állami alkotmány külön kategóriaként kezeli ezeket a közigazgatási egységeket. A Népszámlálási Hivatal a megyéket használja az adatgyűjtés alapegységeiként, így a megyei jogú városokat a megyékkel egyenértékű entitásként kezelik ezen tekintetben. Baltimore a legnagyobb megyei jogú város az Egyesült Államokban.

## Virginia
Az USA 41 megyei jogú városából 38 Virginiában található.  A három további város Baltimore Marylandben, St. Louis Missouriban és Carson City Nevadában.

### Történelem
Virginia államban minden település, amely mint „város” (city) rendelkezik önkormányzati joggal, megyei jogú városnak, más néven „szabad” vagy „független városnak” számít (angol megnevezésük is ez: „independent city”) 1871 óta, amikor egy alkotmánymódosítás, amit a polgárháború váltott ki, és azon területek elvesztése, amelyekből Nyugat-Virginia jött létre. Virginia 38 megyei jogú városa politikailag nem képezik részét egy megyének sem, annak ellenére, hogy földrajzilag teljesen körülzárhatja területüket egy-egy megye. Egy megyei jogú város Virginiában szolgálhat megyei központként, annak ellenére, hogy a város maga nem fekszik a megye szigorúan vett területén. Néhány további virginiai település, annak ellenére, hogy esetenként népesebbek, mint a megyei jogú városok, csak önkormányzati jogú települési státuszt élveznek. Ezek a városok (town) minden esetben egy-egy megye részét képezik. Ezeknek az önkormányzati jogú városoknak csak limitált hatalma van. Általában osztoznak a bíráskodás és az iskolafenntartás jogán azzal a megyével, aminek a területén fekszenek.
Virginiában a városoknak két típusa van. Az elsőszámú különbség a bírósági szervezetben van. Az első osztályú városoknak (mint pl. Norfolk) saját bírósági körzete van.
Három régebbi virginiai megye, amelyek az eredeti, 1634-ben alapított nyolc shire-re mennek vissza, a nevükben tartalmazták a „city” (város) szót, annak ellenére, hogy politikailag megyék voltak. A megyei jogú városokat a kereskedelem és a jogi ügyek centralizációjára hozták létre, amikor a régi kereskedelmi rendszer, amiben kereskedő hajók közlekedtek az egyes ültetvények között, működésképtelenné vált. Virginia gyarmat fővárosa, Williamsburg ekkor létesült kikötőként a James-folyón. A másik két ilyen megye James City megye és Charles City megye. Mindkettő neve 1619-ben létrehozott gyarmati önkormányzati egységre vezethető vissza. Ebbe a sorba tartozott Elizabeth City megye is, amely 1952-ben szűnt meg, amikor egyesült Hampton és Phoebus városával, létrehozva a mai Hampton Roads megyei jogú városát.

### Arlington megye
Arlington megye, hétköznapi megnevezéssel egyszerűen csak „Arlington”, nem megyei jogú város. Azonban általában városként (city) emlegetik, mert földrajzilag kis méretű és sűrűn lakott, teljesen urbanizált, és méretben közel áll a megyei jogú városokhoz Virginia területén, nincs másik város, vagy egyéb település a határain belül, és Virginia történetének egy hirtelen fordulata következtében, olyan magas szintű infrastruktúrával rendelkezik, mint a megyei jogú városok (ami pedig, Henrico megye kivételével, nem jellemző a virginiai megyékre). Kizárólagosan abból a területből áll, amelyet Virginia átengedett Washington D. C.-nek a 18. század végén, majd 1846-ban visszakapott. (Ma ezen terület nagy része Arlinton megye része, a többi pedig Alexandria városához tartozik.)

### Korábbi városok
Korábban hosszú ideig megyei jogú városok:
- Clifton Forge, amely 2001-ben vesztette el városi jogállását, ma pedig önkormányzati jogú településként Alleghany megye része.
- Machaster, amelyet az 1910-es egyezmény beolvasztott Richmondba.
- South Boston, amely 1994-ben vesztette el városi jogállását, ma pedig önkormányzati jogú település Halifax megyében.
- South Norfolk, amely Norfolk megyével egyesülve létrehozta Chesapeake városát.

Két további megyei jogú város, amely csak rövid ideig létezett:
- Nansemond, amelyet a korábbi Nansemond megyéből hoztak létre 1972-ben. 1974-ben beolvadt a mai Suffolk városába.
- Warwick, amit a korábbi Warwick megyéből hoztak létre 1952-ben. 1958-ban egyesítették a frissen létrehozott Newport News városával.

## Más államokban
Néhány más államban is létrehoztak megyei jogú városokat, hogy megoldják a speciális kormányzati működést ezekben a nagy városokban, vagy fővárosokban. Ezekre példák a következők:
- Baltimore 1851-ben vált ki Baltimore megyéből.
- Carson City 1969-ben egyesült Ormsby megyével, azonban a megyét ezzel egyidőben felszámolták.
- St. Louis 1876-ban vált ki St. Louis megyéből.

## Egyéb, a megyei jogú városokhoz hasonló entitások
A megyei jogú város nem azonos a következőkkel:
- Összevont város-megye (pl. San Francisco, Philadelphia, Denver, Honolulu, Jacksonville, Indianapolis, Nashville, Louisville, New Orleans, vagy Anchorage), ahol a város és a megye (vagy Louisianában parish, Alaszkában borough) kormányzata egyesült. A különbség az, hogy az összevont város-megyén belül mind a megye, mind a város külön entitás, csak épp a kormányzatuk egyesült, míg a megyei jogú város területén nem létezik megye.
- Teljes mértékben urbanizált megye, mint pl. Arlington megye Virginiában.
- „Szövetségi” város-megye, amely egy magasabb szintű kormányzati forma, mint ami pl. Miami és Miami-Dade megye között fennáll.
- New York City, amely sui generis jogállással rendelkezik: A város öt borough-ból áll.
- Washington D. C., ami speciális státuszt élvez, mint az Egyesült Államok fővárosa. Nem része egy államnak sem. Ehelyett a District of Columbia az Amerikai Egyesült Államok Kongresszusa joghatósága alatt áll az alkotmány 1. bekezdésének 8. paragrafusa alapján. A területet eredetileg három megyei jogú városra és két megyére osztották. Alexandria megye (ma Arlington megye Virginiában) és Alexandria városa visszakerült Virginiához 1846-ban. A három fennmaradó entitás (Washington városa, Georgetown és Washington megye) összeolvadt egy közös kormányzatba az 1871-es District of Columbia Organic Act alapján. A kongresszus felállított egy helyi törvényrendet a városnak, bár ezt ő maga felülírhatja. A gyakorlatban a város leginkább megyei jogú városként működik, bár ennek nincs jogi megalapozása.
- Az új-angliai városok hagyományosan erős kormányzattal rendelkeznek, míg a megyéknek kisebb a jelentősége. Napjainkban a legtöbb megye Dél-Új-Angliában (Connecticut, Rhode Island és Massachusetts területén) nem rendelkezik kormányzati rendszerrel (azon kívül, hogy bírósági körzetként is működik). Bizonyos tekintetben olyanok mint a ceremoniális megyék Angliában. A városok ezen a területen nem válnak el jogilag a megyéktől, eltekintve Nantucket városától, ami gyakorlatilag azonos a megyéjével, és Boston, ami maga irányítja Suffolk megyét is, aminek a területén fekszik, habár a megye területén még van két kisebb város (city) és egy egyéb település (town) is.